# Team A 2nd Stage“想见你”
Team A 2nd Stage「想见你」（日语：チームA 2nd Stage「会いたかった」）是AKB48 Team A的第2部剧场公演。
本條目也记述了其他队伍及姐妹组合所使用的曲目基本相同的公演的相关事项。

## 概要
AKB48 Team A的第2部剧场公演，也使用于AKB48 Team B第2部公演、AKB48 Team 8第2部公演、SKE48 Team KII第1部公演和研究生公演及NMB48 Team BII第1部公演和3期生公演。

## 公演内容

### 曲目
全部歌曲均由AKB48、SKE48和NMB48總製作人秋元康作詞。
| 次序 | 歌名            | 原文            | 作曲       | 編曲               | 備註                                        |
| ---- | --------------- | --------------- | ---------- | ------------------ | ------------------------------------------- |
| 0    | overture        | overture        | 尾澤拓実   | 尾澤拓実           | 歌：TAZ                                     |
| 1    | 嘆息的人偶      |                 | BluesT     | 秋原葉輔           |                                             |
| 2    | 淚之湘南        |                 | 岡田実音   | 高島智明           |                                             |
| 3    | 想見你          |                 | BOUNCEBACK | 田口智則、稲留春雄 | 收錄於第1張單曲《想見你》                   |
| 4    | 沙灘的櫻桃      |                 | 羽場仁志   | 影家淳             |                                             |
| 5    | 玻璃般的我愛你  |                 | 太田美知彦 | BluesT             |                                             |
| 6    | 戀愛計劃        |                 | 太田美知彦 | 田口智則、稲留春雄 |                                             |
| 7    | 從背後緊緊相擁  |                 | 太田美知彦 | 秋原葉輔           |                                             |
| 8    | 里約的革命      |                 | 後藤次利   | 後藤次利           |                                             |
| 9    | JESUS           | JESUS           | 太田美知彦 | 影家淳             |                                             |
| 10   | 可是…           |                 | 太田美知彦 | 藤田哲也           | 收錄於第1張單曲《想見你》                   |
| 11   | Dear my teacher | Dear my teacher | 岡田実音   | 景家淳             | 收錄於獨立製作時期首張單曲 《櫻花的花瓣們》 |

#### 安可歌曲
| 次序 | 歌名     | 原文  | 作曲       | 編曲     | 備註                        |
| ---- | -------- | ----- | ---------- | -------- | --------------------------- |
| 1    | 未來的門 |       | 太田美知彦 | 藤田哲也 |                             |
| 2    | AKB48    | AKB48 | 渡辺未来   | 高梨康治 |                             |
| 3    | 裙襬飄飄 |       | 岡田実音   | 梅堀淳   | 收錄於第1張單曲《裙襬飄飄》 |

#### 其他公演的修改
AKB48 Team B 2nd Stage和SKE48 Team KII 1st Stage中，在《Dear my teacher》的位置插入了《櫻花的花瓣們》一曲，但某些日子也会演唱《Dear my teacher》。
| 次序 | 歌名         | 原文 | 作曲     | 編曲     | 備註                                        |
| ---- | ------------ | ---- | -------- | -------- | ------------------------------------------- |
| 11   | 櫻花的花瓣們 |      | 上杉洋史 | 樫原伸彦 | 收錄於獨立製作時期首張單曲 《櫻花的花瓣們》 |

另外，SKE48 Team KII 1st Stage中，《overture》为SKE48版，《AKB48》变更为《SKE48》。
| 次序  | 歌名                   | 原文                   | 作曲     | 編曲     | 備註    |
| ----- | ---------------------- | ---------------------- | -------- | -------- | ------- |
| 0     | overture（SKE48 ver.） | overture（SKE48 ver.） | 尾澤拓実 | 尾澤拓実 | 歌：TAZ |
| 安可2 | SKE48                  | SKE48                  | 渡辺未来 | 高梨康治 |         |

NMB48 Team BII 1st Stage中，《overture》为NMB48版，《AKB48》变更为《NMB48》，而原本演唱的《裙襬飄飄》则更换为了队伍的首支原创歌曲《杏仁羊角面包计划》。
| 次序  | 歌名                   | 原文                   | 作曲     | 編曲     | 備註                                     |
| ----- | ---------------------- | ---------------------- | -------- | -------- | ---------------------------------------- |
| 0     | overture（NMB48 ver.） | overture（NMB48 ver.） | 尾澤拓実 | 尾澤拓実 | 歌：TAZ                                  |
| 安可2 | NMB48                  | NMB48                  | 渡辺未来 | 高梨康治 |                                          |
| 安可3 | 杏仁羊角面包计划       |                        |          | 清水哲平 | 收录于NMB48第一张专辑 《尖端顶点之上！》 |

### 演出
- 编舞：夏真弓（日语：夏まゆみ）

## AKB48公演

### AKB48 Team A 2nd Stage「想见你」公演
- 公演期間：2006年4月15日－8月11日
- 出演成员
  - Team A：板野友美、浦野一美、大江朝美、大岛麻衣、折井步（折井あゆみ）、川崎希、小嶋阳菜、驹谷仁美、佐藤由加理、篠田麻里子、高桥南（高橋みなみ）、户岛花、中西里菜、成田梨纱、平嶋夏海、星野满（星野みちる）、前田敦子、增山加弥乃、峯岸南（峯岸みなみ）、渡邊志穗

- 分组曲負責成員
  - 1st unit
    - 《叹息的人偶》：板野、高桥、中西、前田敦
    - 《泪之湘南》：大岛、折井、佐藤、篠田、渡邊
    - 《沙滩的樱桃》：前田敦、峯岸、平嶋、増山（前田敦为主唱）
    - 《玻璃般的我爱你》：板野、高桥、中西、成田
    - 《恋爱计划》：浦野、大江、川崎、小嶋、驹谷、户岛、星野
    - 《从背后紧紧相拥》：板野、大岛、小嶋、篠田、高桥、中西、前田敦
    - 《里约的革命》：板野、浦野、大岛、折井、川崎、小嶋、篠田、高桥、中西、平嶋、星野、前田敦、増山、峯岸

  - 2nd unit
    - 《泪之湘南》：大岛、折井、小嶋、佐藤、篠田
    - 其余同1st unit。

### AKB48 Team B 2nd Stage「想見你」公演
- 公演期間：2007年10月7日－2008年2月21日
- 出演成员
  - Team B：井上奈瑠、浦野一美、多田爱佳、柏木由纪、片山陽加、菊地彩香、佐伯美香、早乙女美树、田名部生来、仲川遥香、仲谷明香、野口玲菜、平嶋夏海、松岡由纪、米澤瑠美、渡邊麻友
※佐伯自2008年2月3日由研究生升格为正式成员
- 分组曲負責成員
  - 《叹息的人偶》：渡邊、仲谷、多田、菊地
  - 《泪之湘南》：井上、浦野、柏木、片山、米澤
  - 《沙滩的樱桃》：渡邊、早乙女、田名部、米澤（渡邊为主唱）
  - 《玻璃般的我爱你》：多田、菊地、仲川、平嶋
  - 《恋爱计划》：柏木、片山、仲谷、井上、野口、松岡、佐伯
  - 《从背后紧紧相拥》：多田、柏木、菊地、仲川、仲谷、平嶋、渡邊
  - 《里约的革命》：浦野、多田、柏木、片山、菊地、仲川、仲谷、平嶋、米澤、渡邊、井上、松岡

## SKE48公演

### SKE48 Team KII 1st Stage「想見你」公演
- 公演期：2009年6月13日－11月29日

- 演出成员
  - Team KII：赤枝里里奈、井口栞里、石田安奈、内山命、加藤智子、鬼頭桃菜、斉藤真木子、佐藤聖羅、佐藤實繪子、高柳明音、古川愛李、松本梨奈、向田茉夏、山田澪花、前田榮子、市原佑梨

- 分组曲負責成員
  - 《叹息的人偶》：斉藤、高柳、向田、山田
  - 《泪之湘南》：鬼頭、佐藤實、古川、前田榮、市原
  - 《沙滩的樱桃》：井口、加藤、向田、市原（向田为主唱）
  - 《玻璃般的我爱你》：石田、斉藤、松本、山田
  - 《恋爱计划》：赤枝、内山、鬼頭、佐藤聖、高柳、古川、前田榮
  - 《从背后紧紧相拥》：石田、斉藤、高柳、古川、松本、向田、山田
  - 《里约的革命》：石田、内山、鬼頭、斉藤、佐藤實、高柳、古川、松本、向田、山田、前田榮、市原

### SKE48 研究生公演「想見你」
由2012年2月27日開始，「想見你」公演跟在2010年2月16日開始舉行的「Party開始了」公演同時是SKE48研究生的劇場公演曲目，變成兩部公演曲目並列舉行。而在剧场改装完成之后则变为只有本公演的演出的状态、其中有三个月（2012年12月23日到2013年3月20日的公演）的时间中研究生的人数少于出演所需的16人，因此每次公演都有2-3名正规成员支援演出。2013年3月26日的公演上6期生正式参加演出，而2013年4月20日开始6期生也可以独自支撑完成整台演出。
- 公演期：2012年2月27日 － 2013年12月23日

- 演出成员
井口栞里、市野成美、犬塚朝奈（犬塚あさな）、今出舞、岩永亞美、内山命、江籠裕奈、大脇有紗、荻野利沙、鬼頭桃菜、小林絵未梨、斉藤真木子、菅奈奈子（日语：菅なな子）、新土居沙也加、日置実希、藤本美月、二村春香、古畑奈和、松村香織、水埜帆乃香、宮前杏実、山田瑞希（山田みずほ）、青木詩織、東李苑、井田玲音名、折戸愛彩、鎌田菜月、北川綾巴、北野瑠華、北原侑奈、熊崎晴香、後藤真由子、佐佐木柚香、空美夕日、竹内彩姫、野口由芽、日高優月、矢野杏月、山田樹奈、山本由香
※今出舞在2012年5月31日的公演之后毕业。井口栞里、内山命、鬼頭桃菜、斉藤真木子、菅奈奈子、古畑奈和在2012年8月29日昇格为正式成员。小林絵未梨在2013年4月19日的最后一场公演、藤本美月在2013年4月29日的最后一场公演之后、于5月6日毕业。
（曾作为支援成员出演的正规成员如下：加藤琉美（加藤るみ）、木下有希子、中西優香、阿比留李帆、井口栞里、後藤理沙子、佐藤实絵子、磯原杏華、内山命、梅本圆（梅本まどか）、金子栞、小林亚实、柴田阿弥、竹内舞、都築里佳、古畑奈和、山下由佳里（山下ゆかり））

- 分组曲負責成員（2012年8月为止→2012年12月开始）
  - 《叹息的人偶》：菅、斉藤、藤本、古畑→宮前、二村、新土居、岩永
  - 《泪之湘南》：井口、今出、内山、鬼頭、小林→大脇、山田瑞、藤本、松村、市野
  - 《沙滩的樱桃》：井口、荻野、水埜、山田（山田为主唱）→二村、日置、松村、支援成员（二村为主唱）
  - 《玻璃般的我爱你》：江籠、斉藤、菅、古畑→江籠、新土居、小林絵、宮前
  - 《恋爱计划》：犬塚、内山、鬼頭、小林、日置、藤本、松村→犬塚、荻野、藤本、水埜、山田瑞、岩永、市野
  - 《从背后紧紧相拥》：今出、江籠、鬼頭、斉藤、菅、藤本、古畑→江籠、岩永、宮前、藤本、二村、新土居、小林絵
  - 《里约的革命》：井口、今出、内山、江籠、鬼頭、小林、斉藤、菅、日置、藤本、古畑、山田瑞→大脇、江籠、小林絵、岩永、二村、松村、市野、日置、藤本、荻野、新土居、山田瑞

## NMB48公演

### NMB48 3期生公演「想見你」
- 公演期間：2012年4月29日－10月6日
- 演出成员
  - NMB48 3期生：赤澤萌乃、石塚朱莉、植田碧麗、加藤夕夏、上枝惠美加、日下木之实（日下このみ）、久代梨奈、黒川葉月、河野早紀、佐佐木七海、高山梨子、久田莉子、三浦亚莉沙、室加奈子、薮下柊、山内翼（山内つばさ）（公演開始時侯，從22名3期生中選出16名演出）

- 分组曲負責成員
  - 《叹息的人偶》：加藤、佐佐木、室、薮下
  - 《泪之湘南》：植田、上枝、久代、久田、山内
  - 《沙滩的樱桃》：加藤、日下、河野、高山（加藤为主唱）
  - 《玻璃般的我爱你》：赤澤、久代、久田、薮下
  - 《恋爱计划》：石塚、上枝、日下、黒川、河野、高山、山内
  - 《从背后紧紧相拥》：赤澤、薮下、久代、室、黒川、加藤、佐佐木
  - 《里约的革命》：赤澤、薮下、久代、室、黒川、加藤、佐佐木、久田、植田、三浦、山内、上枝

### NMB48 Team BII 1st Stage「想见你」公演
- 公演期間：2012年10月10日－
- 出演成員
  - Team BII：赤澤萌乃、石塚朱莉、井尻晏菜、植田碧麗、梅原真子、太田夢莉、加藤夕夏、上枝惠美加、日下木之实、久代梨奈、黒川葉月、河野早紀、小林莉加子、室加奈子、薮下柊、山内翼

- 分組曲負責成員
  - 《嘆息的人偶》：黒川、加藤、室、薮下
  - 《淚之湘南》：上枝、赤澤、久代、山内、小林
  - 《沙灘的櫻桃》：薮下、石塚、河野、梅原（薮下是主唱）
  - 《玻璃般的我愛你》：山内、久代、太田、赤澤
  - 《戀愛計劃》：加藤、日下、黒川、井尻、河野、梅原、小林
  - 《從背後緊緊相擁》：薮下、久代、加藤、室、植田、上枝、石塚
  - 《里約的革命》：薮下、久代、加藤、室、植田、上枝、石塚、小林、赤澤、日下、黒川、山内

## 錄音室專輯CD
公演曲由公演成員收錄的。

### Team A 2nd Stage「想見你」
重发盘封面是小嶋阳菜
- 收錄成員
  - Team A：板野友美、浦野一美、大江朝美、大島麻衣、折井步、川崎希、小嶋陽菜、駒谷仁美、佐藤由加理、篠田麻里子、高橋南、户島花、中西里菜、成田梨紗、平嶋夏海、星野满、前田敦子、增山加弥乃、峯岸南、渡邊志穗

- 收錄曲
  1. overture
  2. 嘆息的人偶（歌：板野、高橋、中西、前田）
  3. 淚之湘南（歌：大島麻、折井、佐藤由、篠田、渡邊）
  4. 想見你
  5. 沙灘的櫻桃（歌：前田、峯岸、平嶋、増山）
  6. 玻璃般的我愛你（歌：板野、高橋、中西、成田）
  7. 戀愛計劃（歌：浦野、大江、川崎、小嶋、駒谷、戸島、星野）
  8. 從背後緊緊相擁（歌：板野、大島麻、小嶋、篠田、高橋、中西、前田）
  9. 里約的革命（歌：板野、浦野、大島麻、折井、川崎、小嶋、篠田、高橋、中西、平嶋、星野、前田、増山、峯岸）
  10. JESUS
  11. 可是…
  12. 未來的門
- 重发盘的第二张碟片收录了各曲的伴奏版本

### Team B 2nd Stage「想見你」
- 收錄成員
  - Team B：井上奈瑠、浦野一美、多田愛佳、柏木由紀、片山陽加、菊地彩香、早乙女美樹、田名部生来、仲川遥香、仲谷明香、野口玲菜、平嶋夏海、松岡由紀、米沢瑠美、渡邊志穂、渡辺麻友

- 收錄曲
  1. overture
  2. 嘆息的人偶（歌：渡辺、仲谷、多田、菊地）
  3. 淚之湘南（歌：井上、浦野、柏木、片山、米沢）
  4. 想見你
  5. 沙灘的櫻桃（歌：渡辺、早乙女、田名部、米沢）
  6. 玻璃般的我愛你（歌：多田、菊地、仲川、平嶋）
  7. 戀愛計劃（歌：柏木、片山、仲谷、井上、野口、松岡、渡邊）
  8. 從背後緊緊相擁（歌：多田、柏木、菊地、仲川、仲谷、平嶋、渡辺）
  9. 里約的革命（歌：浦野、多田、柏木、片山、菊地、仲川、仲谷、平嶋、米沢、渡辺、井上、松岡）
  10. JESUS
  11. 可是…
  12. 樱花的花瓣们
  13. 未來的門
  14. AKB48
  15. 裙摆飘飘
- 第二张碟片收录了各曲的伴奏版本

### Team KII 1st「想見你」
- 收錄成員
  - Team KII：赤枝里里奈、井口栞里、石田安奈、市原佑梨、内山命、加藤智子、鬼頭桃菜、斉藤真木子、佐藤聖羅、佐藤実絵子、高柳明音、古川愛李、前田栄子、松本梨奈、向田茉夏、山田澪花

- 收錄曲
  1. overture(SKE48 ver.)
  2. 嘆息的人偶（歌：斉藤、高柳、向田、山田澪）
  3. 淚之湘南（歌：鬼頭、佐藤実、古川、前田栄、市原）
  4. 想見你
  5. 沙灘的櫻桃（歌：井口、加藤智、向田、市原）
  6. 玻璃般的我愛你（歌：石田、斉藤、松本、山田澪）
  7. 戀愛計劃（歌：赤枝、内山、鬼頭、佐藤聖、高柳、古川、前田栄）
  8. 從背後緊緊相擁（歌：石田、斉藤、高柳、古川、松本、向田、山田澪）
  9. 里約的革命（歌：石田、内山、鬼頭、斉藤、佐藤実、高柳、古川、松本、向田、山田澪、前田栄、市原）
  10. JESUS
  11. 可是…
  12. 未來的門
  13. SKE48
  14. 裙摆飘飘
  15. Dear my teacher

## 劇場公演DVD

### Team A 2nd Stage「想見你」
- 收錄成員
  - Team A：板野友美、浦野一美、大江朝美、大島麻衣、折井步、川崎希、小嶋陽菜、駒谷仁美、佐藤由加理、篠田麻里子、高橋南、户島花、中西里菜、成田梨紗、平嶋夏海、星野满、前田敦子、增山加弥乃、峯岸南、渡邊志穗

- 收錄曲目
  1. overture
  2. 嘆息的人偶（歌：高橋、前田、板野、中西）
  3. 淚之湘南（歌：大島麻、折井、小嶋、佐藤由、篠田）
  4. 想見你
  5. 沙灘的櫻桃（歌：前田、峯岸、平嶋、増山）
  6. 玻璃般的我愛你（歌：板野、高橋、中西、成田）
  7. 戀愛計劃（歌：浦野、大江、川崎、小嶋、駒谷、戸島、星野）
  8. 從背後緊緊相擁（歌：板野、大島麻、小嶋、篠田、高橋、中西、前田）
  9. 里約的革命（歌：板野、浦野、大島麻、折井、川崎、小嶋、篠田、高橋、中西、平嶋、星野、前田、増山、峯岸）
  10. JESUS
  11. 可是…
  12. Dear my teacher
  13. 未來的門
  14. AKB48
  15. 裙襬飄飄

### Team B 2nd Stage「想见你」
- 收錄成員
  - Team B：井上奈瑠、浦野一美、多田愛佳、柏木由紀、片山陽加、菊地彩香、佐伯美香、早乙女美樹、田名部生來、仲川遙香、仲谷明香、野口玲菜、平嶋夏海、松岡由紀、米澤瑠美、渡邊麻友

- 收錄曲
  1. overture
  2. 嘆息的人偶（歌：渡邊、仲谷、多田、菊地）
  3. 淚之湘南（歌：井上、浦野、柏木、片山、米澤）
  4. 想見你
  5. 沙灘的櫻桃（歌：渡邊、早乙女、田名部、米澤）
  6. 玻璃般的我愛你（歌：多田、菊地、仲川、平嶋）
  7. 戀愛計劃（歌：柏木、片山、仲谷、井上、野口、松岡、佐伯）
  8. 從背後緊緊相擁（歌：多田、柏木、菊地、仲川、仲谷、平嶋、渡邊）
  9. 里約的革命（歌：浦野、多田、柏木、片山、菊地、仲川、仲谷、平嶋、米澤、渡邊、井上、松岡）
  10. JESUS
  11. 可是…
  12. 櫻花的花瓣們
  13. 未來的門
  14. AKB48
  15. 裙襬飄飄
  16. Dear my teacher

### SKE48 Team KII 1st 「想見你」
- 收錄成員
  - Team KII：赤枝里里奈、井口栞里、石田安奈、內山命、加藤智子、鬼頭桃菜、斉藤真木子、佐藤聖羅、佐藤実絵子、高柳明音、古川愛李、松本梨奈、向田茉夏、山田澪花、前田栄子、市原佑梨

- 收錄曲
  1. overture
  2. 嘆息的人偶（歌：斉藤、高柳、向田、山田）
  3. 淚之湘南（歌：鬼頭、佐藤実、古川、前田栄、市原）
  4. 想見你
  5. 沙灘的櫻桃（歌：井口、加藤、向田、市原）
  6. 玻璃般的我愛你（歌：石田、斉藤、松本、山田）
  7. 戀愛計劃（歌：赤枝、内山、鬼頭、佐藤聖、高柳、古川、前田栄）
  8. 從背後緊緊相擁（歌：石田、斉藤、高柳、古川、松本、向田、山田）
  9. 里約的革命（歌：石田、内山、鬼頭、斉藤、佐藤実、高柳、古川、松本、向田、山田、前田栄、市原）
  10. JESUS
  11. 可是…
  12. 櫻花的花瓣們
  13. 未來的門
  14. SKE48
  15. 裙襬飄飄
  16. Dear my teacher
  17. RIVER
- 特典映像：SKE48（Team KII）体力測定

## 自我翻唱等
- 《Dear my teacher》（AKB48獨立製作1st單曲、C/W曲）
- 《裙襬飄飄》（AKB48獨立製作2nd單曲）
- 《想見你》（AKB48 1st單曲）
- 《但是…》（AKB48 1st單曲、C/W曲）